# Налётова, Екатерина Васильевна

Екатерина Налётова

Екатерина Васильевна Налётова (1787—1869) — русская и украинская актриса XIX века.
С 1813 выступала в любительских спектаклях в Полтаве в театральной труппе Штейна, играла на сцене Вольного театра,
которым руководил Иван Котляревский.
Была первой исполнительницей роли Наташи в пьесе «Наталка Полтавка» Котляревского.
На профессиональной сцене выступала, кроме того, в пьесах И. Крылова, А. Ф. Ф. Коцебу, А. Шаховского и др.
В 1821—1822 играла в труппе М. Щепкина (в частности, во время гастролей в Киеве), где играла в «Наталке Полтавке». Позже выступала в театрах Харькова.